# Planetenplein (Amsterdam)
Het Planetenplein is een van de vele pleintjes in Tuindorp Oostzaan.
Het plein kreeg haar naam op 26 oktober 1921, ze werd vernoemd naar planeet in een buurt waar alle straten en pleinen vernoemd zijn naar hemellichamen. Het is één van vier pleinen die symmetrisch rondom het Zonneplein liggen. De andere drie kregen de namen Sterrenplein, Castorplein en Polluxplein. Het Planeten- en het Sterrenplein worden met elkaar verbonden door de Kleine Beerstraat en Grote Beerstraat. Op een foto uit 1925 is te zien dat het plein gevuld was met drie rijen van vijf bommen; een situatie die in 1961 ongewijzigd was. Kennelijk waren de bomen rond 1975 aan vervanging toe; er werden twaalf Kaukasische vleugelnoten (Pterocarya fraxinofolia) geplaatst met daartussen speeltoestellen  Een deel van het plantsoen is opgeofferd voor parkeerplaatsen.
De huizen zijn meest ontworpen door architecten Berend Tobia Boeyinga en Jo Mulder en dateren van omstreeks 1921. Beide heren waren ook de ontwerpers van het stratenplan. De woningen zijn volgens de ordekaart wel behoudswaardig, maar geen gemeentelijk of rijksmonument.  Wel is het tuindorp als geheel beschermd stadsgezicht.

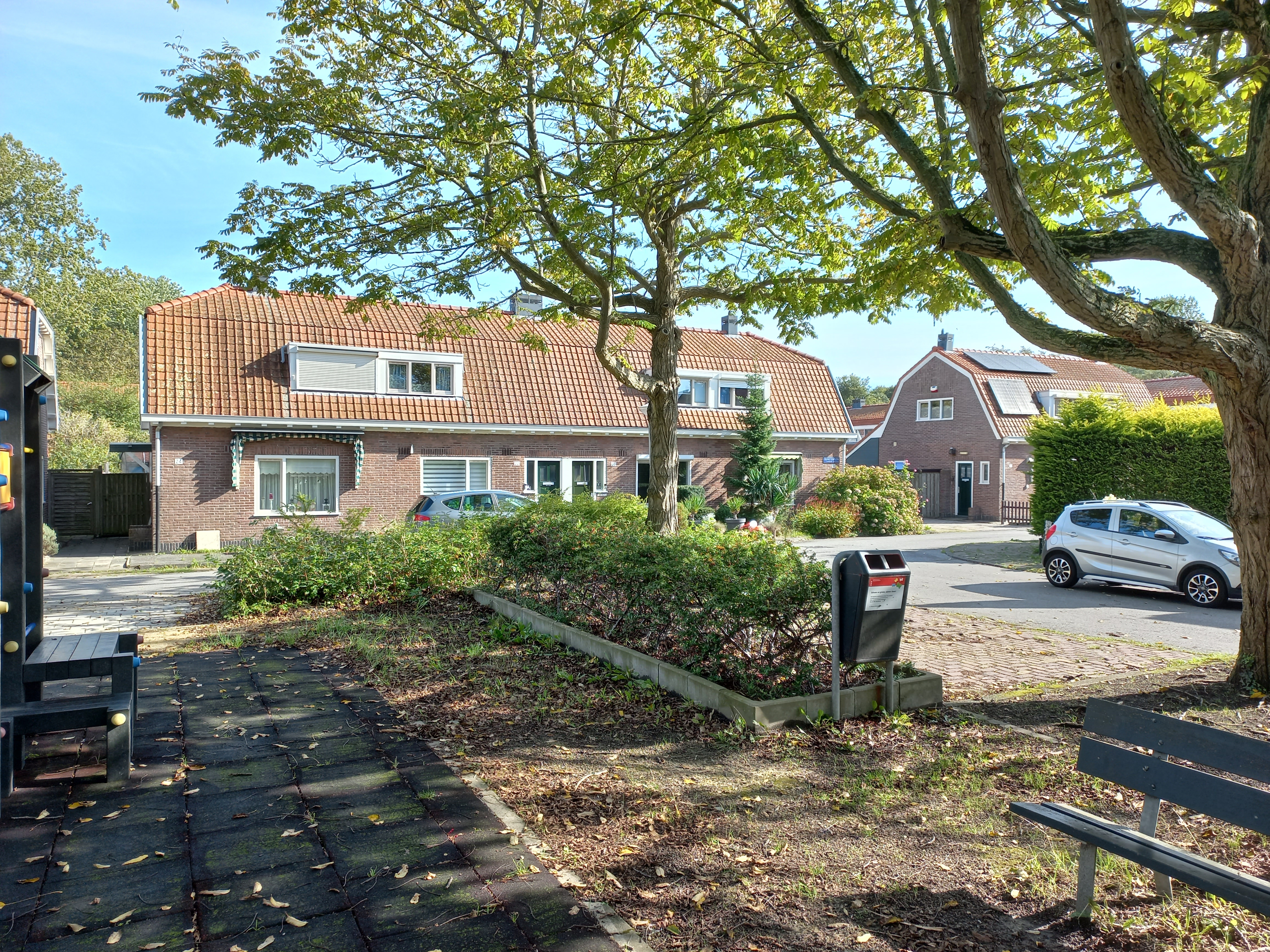
Markante bebouwing (september 2023)